# Sysprep
Sysprep ist ein Hilfsprogramm von Microsoft für die automatisierte Verteilung des Betriebssystems Windows.

## Geschichte
Sysprep wurde erstmals für die Verwendung mit Windows NT 4.0 ausgeliefert. Spätere Versionen waren kompatibel zu Windows 2000, Windows XP und Windows Server 2003. Letztere stehen kostenlos zum Download auf der Homepage von Microsoft zur Verfügung, zudem sind sie auf dem Installationsdatenträger enthalten. Windows Vista enthält eine Weiterentwicklung des Programms.

## Verwendungszweck
Die Verteilung von Betriebssystemen findet in größeren Netzwerken typischerweise über Drittprogramme zum Klonen einer kompletten Betriebssysteminstallation statt. Sysprep wird zur Vorbereitung des Betriebssystems für die Verbreitung über ein solches, sogenanntes Systemabbild verwendet.
Windows enthält eine Vielzahl von benutzer- und computerbezogenen Einstellungen, welche vor der Erstellung des Abbildes auf einen möglichst „neutralen“ Stand gebracht werden müssen, so dass der Einsatz auf verschiedenen Computern fehlerfrei möglich ist. Hierzu gehören unter anderem der Computername, die Zugehörigkeit zu einer Domäne, das Benutzerprofil des lokalen Administrators sowie der Security Identifier. Sysprep entfernt mit dem Parameter /generalize diese Informationen ebenso wie Treiber für Plug-and-Play-Geräte, die beim Windows-Setup hinzugefügt wurden.
Ein Administrator verwendet für Windows 2000, Windows XP oder Windows Server 2003 z. B. den ebenfalls mitgelieferten SetupMgr.exe beziehungsweise ab Windows Vista den System Image Manager, um eine Antwortdatei zu erstellen, welche die Installationsroutine während der Installation ausliest. Hierdurch kann die Installation automatisch ablaufen, da während des Setups keine Benutzereingaben gemacht werden müssen.